# Philipp Herrlich
Johann Philipp Herrlich (* 25. September 1818 in Laubach, Oberhessen; † 17. September 1868 in Havanna, Kuba) war ein deutscher Lithograf und Maler.

## Leben und Werk
Nach einer Handwerkslehre – der Vater war Schneidermeister in Laubach – begab sich Herrlich als 18-Jähriger an die Sonntagsschule der Polytechnischen Gesellschaft nach Frankfurt am Main, wechselte jedoch 1837 durch die Vermittlung des Direktors Philipp Veit an das Städelsche Kunstinstitut. Hier bildete er sich bei Heinrich Rustige und 1842 bis 1847 bei Jakob Becker zum Maler aus, unterbrochen von einem kurzen Aufenthalt 1839 in Düsseldorf, wo Karl Ferdinand Sohn sein Lehrer war. 1844 heiratete er die Witwe Anna Täscher und unterrichtete nun auch eigene Schüler. Im Revolutionsjahr 1848 gehörte er dem Freiwilligen Infanteriebataillon der Frankfurter Bürgerwehr an, kämpfte auf den Barrikaden und erhielt eine Freiheitsstrafe wegen unerlaubten Entfernens vom Exerzieren. 1851, nach einem gescheiterten Attentat auf den Frankfurter Bürgermeister Carl von Heyden (1793–1866) im Frankfurter Stadtwald, wurde er erneut verhaftet. Nach seiner Entlassung emigrierte Herrlich über Frankreich in die Vereinigten Staaten von Amerika. Dort verdiente er seinen Lebensunterhalt als Fotoretoucheur. In Havanna, der Hauptstadt der seinerzeit spanischen Kolonie Kuba, starb er im Alter von 50 Jahren.
Von seinen in der Frankfurter Zeit entstandenen Miniatur- und Aquarellbildnissen erwarb das Städelsche Institut das Aquarell Schauspieler J. Weidner mit seinem Hund, von seinen Landschaften und Figurenszenen aus Oberhessen war Mönch, Kindern Bilder austeilend 1839 in der Berliner Akademie-Ausstellung. Es wurde als erstes seiner Werke 1840 vom Frankfurter Kunstverein angekauft und erschien 1846 als Reproduktion im Rheinischen Taschenbuch sowie ein weiteres Bild, Der Storch hat's gebracht. Es folgten die Kompositionen Das genesende Kind, Spielende Kinder und Das Grab des Kindes, Die Amme, Der Großvater, Hänsel und Gretel und Vorbereitung für die Schule beziehungsweise Vorbereitung für die Konfirmation. Aktuelle Anlässe griff Herrlich dagegen in den Aquarellen Eisenbahnunfall auf der neuen Mainbrücke am 16.8.1848 und Vergleichsverhandlung des Theaterdirektors Meck  mit den Mitgliedern der Bühne auf, die das Frankfurter Historische Museum erwarb.

## Werkauswahl
- Mönch mit Kindern. 1839.

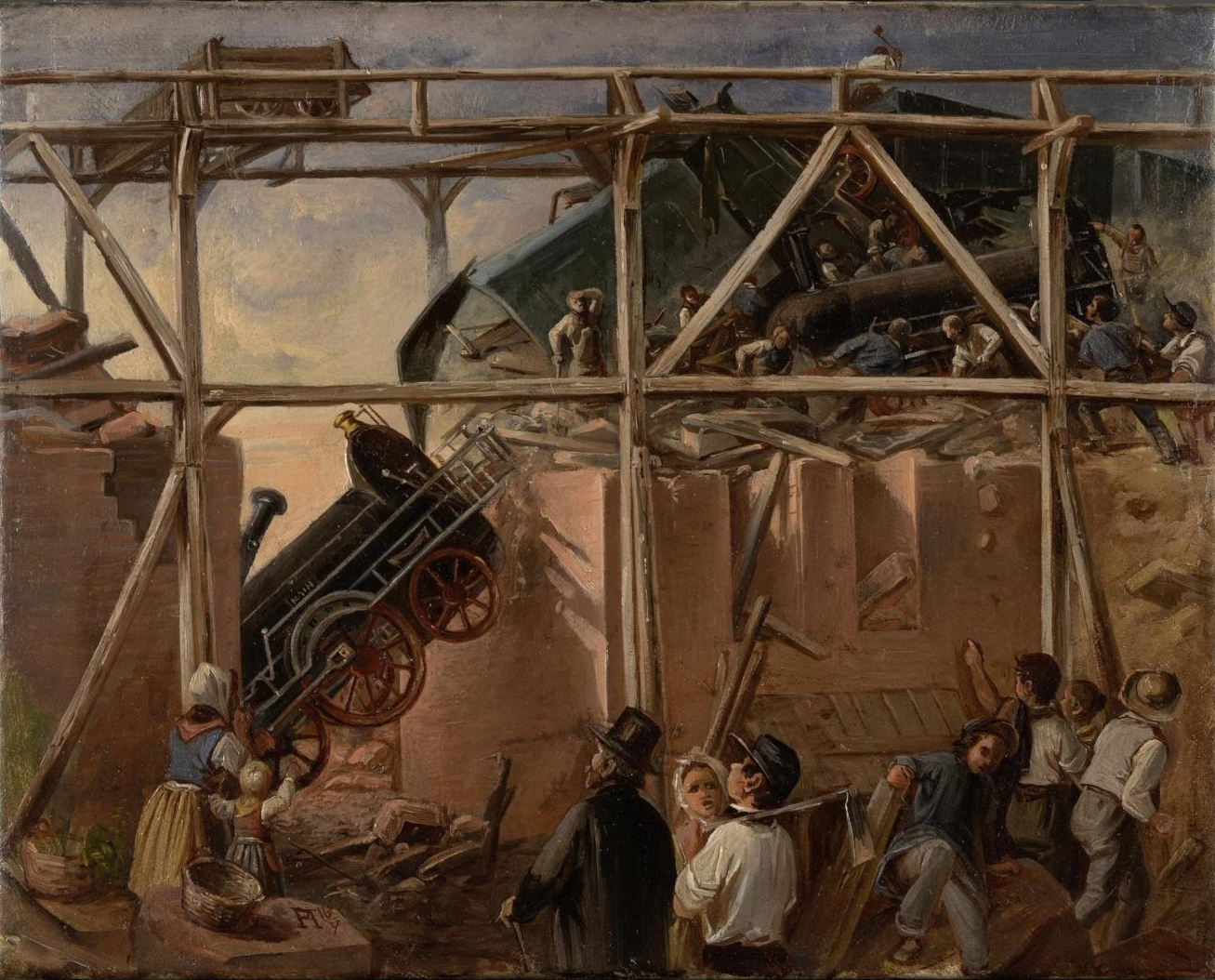
Der Eisenbahnunfall auf der neuen Mainbrücke am 16. August 1846

- Schwälmer Mädchen mit Katzen. 1842[2]
- Das genesende Kind. 1842 (Kunsthandel).
- Kinder in Parklandschaft vor der Silhouette vor Frankfurt am Main[3]
- Eisenbahnunfall auf der neuen Mainbrücke am 16.8.1848. Frankfurt a. M., Historisches Museum[4][2]
- Porträt Jakob Christian Benjamin Mohr (1778–1854). Leipzig, Deutsche Nationalbibliothek, Deutsches Buch- und Schriftmuseum, Porträtsammlung der Börsenvereinsbibliothek (Inventar-Nr. Bö-Bl/P/1808.a, ig19270+1), Lithografie nach Zeichnung von Philipp Herrlich, Lithographische Kunstanstalt J. G. Bach Leipzig, Verlag Otto August Schulz, Leipzig 1855.
- Mädchen mit Kirschkorb im Park. 1856.
- Die neue Rebecca (frei nach Horace Vernet), Nürnberg, Germanisches Nationalmuseum, Graphische Sammlung (Inventar-Nr. HB 31598), Lithografie von Philipp Herrlich nach Zeichnung von Ernst Schalck, verlegt bei Eduard Gustav May, Frankfurt a. M. 1849/50.[5]
- Kubanische Landschaft. Aquarell:  Paris, Bibliothèque Nationale.